# David Keith (músico)
David Keith (18 de octubre de 1973 en Hartford, Connecticut) es un baterista, productor y compositor estadounidense, reconocido por su participación en las bandas Rainbow, Blackmore's Night y Mission Zero.  Ha mencionado a bateristas como John Bonham, Neil Peart, Cozy Powell, Steve Gadd, Buddy Rich, Peter Erskine, Bernard Purdie, Stewart Copeland, Gene Krupa y Billy Cobham como sus principales influencias.

## Discografía

### Rainbow
- Rainbow: Memories in Rock, Live in Germany (2016)
- Live in Birmingham 2016 (2017)

### Blackmore's Night
- Dancer and the Moon (2013)
- All Our Yesterdays (2015)